# 200 Miles de Norisring 1987
Navigation
Édition précédente
Les 200 Miles de Norisring 1987 (officiellement appelé le  200 Meilen von Nurnberg ), disputées le 28 juin 1987 sur le Norisring ont été la sixième manche du championnat du monde des voitures de sport 1987.

## La course

### Classement de la course
Voici le classement officiel au terme de la course,,,.
- Les premiers de chaque catégorie du championnat du monde sont signalés par un fond jaune.
- Pour la colonne Pneus, il faut passer le curseur au-dessus du modèle pour connaître le manufacturier de pneumatiques.
- Les voitures ne réussissant pas à parcourir 75 % de la distance du gagnant sont non classées (NC).

| Pos  | Classe | no  | Écurie                     | Pilotes                                    | Châssis                            | Pneus | Tours | Temps |
| Pos  | Classe | no  | Écurie                     | Pilotes                                    | Moteur                             | Pneus | Tours | Temps |
| ---- | ------ | --- | -------------------------- | ------------------------------------------ | ---------------------------------- | ----- | ----- | ----- |
| 1    | C1     | 15  | Liqui Moly Equipe          | Mauro Baldi Jonathan Palmer                | Porsche 962C GTi                   | G     | 154   |       |
| 1    | C1     | 15  | Liqui Moly Equipe          | Mauro Baldi Jonathan Palmer                | Porsche Type-935 2.8L Flat-6 Turbo | G     | 154   |       |
| 2    | C1     | 3   | Brun Motorsport            | Oscar Larrauri Jochen Mass                 | Porsche 962C                       | M     | 151   |       |
| 2    | C1     | 3   | Brun Motorsport            | Oscar Larrauri Jochen Mass                 | Porsche Type-935 2.8L Flat-6 Turbo | M     | 151   |       |
| 3    | C1     | 8   | Joest Racing               | "John Winter" Stanley Dickens              | Porsche 962C                       | G     | 150   |       |
| 3    | C1     | 8   | Joest Racing               | "John Winter" Stanley Dickens              | Porsche Type-935 2.8L Flat-6 Turbo | G     | 150   |       |
| 4    | C1     | 4   | Silk Cut Jaguar            | Eddie Cheever Raul Boesel                  | Jaguar XJR-8                       | D     | 147   |       |
| 4    | C1     | 4   | Silk Cut Jaguar            | Eddie Cheever Raul Boesel                  | Jaguar 7.0L V12 Atmo               | D     | 147   |       |
| 5    | C1     | 72  | Primagaz Competition       | Jürgen Lässig Pierre Yver                  | Porsche 962C                       | ?     | 146   |       |
| 5    | C1     | 72  | Primagaz Competition       | Jürgen Lässig Pierre Yver                  | Porsche Type-935 2.8L Flat-6 Turbo | ?     | 146   |       |
| 6    | C2     | 111 | Spice Engineering          | Fermín Vélez Gordon Spice                  | Spice SE86C                        | A     | 145   |       |
| 6    | C2     | 111 | Spice Engineering          | Fermín Vélez Gordon Spice                  | Ford Cosworth DFL 3.3L V8 Atmo     | A     | 145   |       |
| 7    | C2     | 102 | Swiftair Ecurie Ecosse     | Ray Mallock David Leslie                   | Ecosse C286                        | A     | 144   |       |
| 7    | C2     | 102 | Swiftair Ecurie Ecosse     | Ray Mallock David Leslie                   | Ford Cosworth DFL 3.3L V8 Atmo     | A     | 144   |       |
| 8    | C2     | 112 | Spice Engineering          | Ray Bellm Nick Adams                       | Spice SE87C                        | A     | 143   |       |
| 8    | C2     | 112 | Spice Engineering          | Ray Bellm Nick Adams                       | Ford Cosworth DFL 3.3L V8 Atmo     | A     | 143   |       |
| 9    | C2     | 106 | Kelmar Racing              | Maurizio Gellini Ranieri Randaccio         | Tiga GC85 (en)                     | A     | 140   |       |
| 9    | C2     | 106 | Kelmar Racing              | Maurizio Gellini Ranieri Randaccio         | Ford Cosworth DFL 3.3L V8 Atmo     | A     | 140   |       |
| 10   | C1     | 1   | Brun Motorsport            | Walter Brun Jesús Pareja                   | Porsche 962C                       | M     | 139   |       |
| 10   | C1     | 1   | Brun Motorsport            | Walter Brun Jesús Pareja                   | Porsche Type-935 2.8L Flat-6 Turbo | M     | 139   |       |
| 11   | C2     | 114 | Team Tiga Ford Denmark     | Thorkild Thyrring John Sheldon             | Tiga GC287                         | A     | 128   |       |
| 11   | C2     | 114 | Team Tiga Ford Denmark     | Thorkild Thyrring John Sheldon             | Ford Cosworth BDT-E 2.3L I4 Turbo  | A     | 128   |       |
| 12   | C2     | 117 | Schanche Racing            | Will Hoy Martin Schanche                   | Argo JM19B                         | A     | 125   |       |
| 12   | C2     | 117 | Schanche Racing            | Will Hoy Martin Schanche                   | Zakspeed 1.9L I4 Turbo             | A     | 125   |       |
| NC   | C1     | 10  | Porsche Kremer Racing      | Volker Weidler Kris Nissen                 | Porsche 962C                       | Y     | 136   |       |
| NC   | C1     | 10  | Porsche Kremer Racing      | Volker Weidler Kris Nissen                 | Porsche Type-935 2.8L Flat-6 Turbo | Y     | 136   |       |
| Abd. | C1     | 17  | Porsche AG                 | Hans-Joachim Stuck Derek Bell              | Porsche 962C                       | D     | 138   |       |
| Abd. | C1     | 17  | Porsche AG                 | Hans-Joachim Stuck Derek Bell              | Porsche Type-935 3.0L Flat-6 Turbo | D     | 138   |       |
| Abd. | C2     | 101 | Swiftair Ecurie Ecosse     | Win Percy Mike Wilds                       | Ecosse C286                        | A     | 102   |       |
| Abd. | C2     | 101 | Swiftair Ecurie Ecosse     | Win Percy Mike Wilds                       | Ford Cosworth DFL 3.3L V8 Atmo     | A     | 102   |       |
| Abd. | C1     | 7   | Blaupunkt Joest Racing     | Bob Wollek Klaus Ludwig                    | Porsche 962C                       | G     | 76    |       |
| Abd. | C1     | 7   | Blaupunkt Joest Racing     | Bob Wollek Klaus Ludwig                    | Porsche Type-935 2.8L Flat-6 Turbo | G     | 76    |       |
| Abd. | C1     | 31  | Victor-Dauer Racing (de)   | Jochen Dauer (en) Johnny Dumfries          | Porsche 962C                       | G     | 75    |       |
| Abd. | C1     | 31  | Victor-Dauer Racing (de)   | Jochen Dauer (en) Johnny Dumfries          | Porsche Type-935 2.8L Flat-6 Turbo | G     | 75    |       |
| Abd. | C2     | 104 | URD Junior Team            | Rudi Seher Hellmut Mundas                  | URD C81/2                          | A     | 69    |       |
| Abd. | C2     | 104 | URD Junior Team            | Rudi Seher Hellmut Mundas                  | BMW M88 3.5L I6 Atmo               | A     | 69    |       |
| Abd. | C1     | 2   | Brun Motorsport            | Jochen Mass Oscar Larrauri                 | Porsche 962C                       | M     | 47    |       |
| Abd. | C1     | 2   | Brun Motorsport            | Jochen Mass Oscar Larrauri                 | Porsche Type-935 2.8L Flat-6 Turbo | M     | 47    |       |
| Abd. | C1     | 5   | Silk Cut Jaguar            | Jan Lammers John Watson                    | Jaguar XJR-8                       | D     | 42    |       |
| Abd. | C1     | 5   | Silk Cut Jaguar            | Jan Lammers John Watson                    | Jaguar 7.0L V12 Atmo               | D     | 42    |       |
| Abd. | C1     | 61  | Formel Rennsportclub       | Mike Thackwell Manuel Reuter               | Sauber C9                          | M     | 40    |       |
| Abd. | C1     | 61  | Formel Rennsportclub       | Mike Thackwell Manuel Reuter               | Mercedes-Benz M117 5.0L V8 Turbo   | M     | 40    |       |
| Abd. | C1     | 34  | Walter Lechner Racing (en) | Walter Lechner Ernst Franzmaier            | Porsche 962C                       | D     | 29    |       |
| Abd. | C1     | 34  | Walter Lechner Racing (en) | Walter Lechner Ernst Franzmaier            | Porsche Type-935 2.8L Flat-6 Turbo | D     | 29    |       |
| DSQ  | C1     | 14  | Mussato Action Car         | Bruno Giacomelli Franz Konrad              | Lancia LC2                         | ?     | 26    |       |
| DSQ  | C1     | 14  | Mussato Action Car         | Bruno Giacomelli Franz Konrad              | Ferrari 308C 3.0L V8 Turbo         | ?     | 26    |       |
| Abd. | C2     | 119 | Karl-Heinz Becker (de)     | Karl-Heinz Becker (de) Volker Cordlandwehr | Lola T600                          | ?     | 13    |       |
| Abd. | C2     | 119 | Karl-Heinz Becker (de)     | Karl-Heinz Becker (de) Volker Cordlandwehr | BMW M88 3.5L I6 Atmo               | ?     | 13    |       |
| DSQ  | C2     | 103 | John Bartlett Racing       | Rob Wilson (en) John Bartlett              | Bardon DB1/2                       | ?     | 0     |       |
| DSQ  | C2     | 103 | John Bartlett Racing       | Rob Wilson (en) John Bartlett              | Ford Cosworth DFL 3.3L V8 Atmo     | ?     | 0     |       |
| DSQ  | C2     | 121 | GP Motorsport              | Costas Los Dudley Wood                     | Tiga GC287                         | G     | 0     |       |
| DSQ  | C2     | 121 | GP Motorsport              | Costas Los Dudley Wood                     | Ford Cosworth DFL 3.3L V8 Atmo     | G     | 0     |       |
| DSQ  | C1     | 9   | Blaupunkt Joest Racing     | Frank Jelinski Klaus Ludwig                | Porsche 962C                       | G     | 153   |       |
| DSQ  | C1     | 9   | Blaupunkt Joest Racing     | Frank Jelinski Klaus Ludwig                | Porsche Type-935 2.8L Flat-6 Turbo | G     | 153   |       |
| NQ   | C2     | 200 | Dahm Cars Racing           | Olaf Manthey Dieter Heinzelmann            | Argo JM19                          | G     | -     |       |
| NQ   | C2     | 200 | Dahm Cars Racing           | Olaf Manthey Dieter Heinzelmann            | Porsche Type-930 3.2L Flat-6 Turbo | G     | -     |       |

## Pole position et record du tour
- Pole position :  Hans-Joachim Stuck (#17 Rothmans Porsche) en 47 s 070
- Meilleur tour en course : ...

## À noter
- Longueur du circuit : 2,300 km
- Distance parcourue par les vainqueurs : 354,200 km